# Schlieffen-Verlag
Der Schlieffen-Verlag bestand formal von 1924 bis 1956, war jedoch nur bis 1943 aktiv tätig. 
Er gehörte zu den kleineren Verlagen der Weimarer Republik und brachte neben Büchern auch das Deutsche Adelsblatt heraus. In den Jahren seines Bestehens kam es insgesamt zu etwa 100 Erstausgaben inklusive Neuauflagen, aber nur die wenigsten davon wurden in den Jahren des Zweiten Weltkrieges erstellt. Sein Gründer und Inhaber, Graf Wilhelm von Schlieffen (1882–1945), war im Ersten Weltkrieg Generalstabsoffizier. Als Berufsoffizier im Range eines Rittmeisters der Königin-Kürassiere war er 1919 faktisch arbeitslos geworden und hatte sich entschlossen, nicht in die Reichswehr zu gehen. 
Er erlernte zunächst die Landwirtschaft, wurde aber dann Gesellschafter einer Handelsfirma. Schlieffen trat zudem der Deutschen Adelsgenossenschaft bei und gehörte dem „Wirtschaftsbund für den deutschen Adel“ an, der auch Kontakte zum Deutschen Adelsblatt hatte, das von 1923 an im neu begründeten „Verlag Deutsches Adelsblatt Graf Wilhelm v. Schlieffen“ erschien. Dieses neue Verlagsunternehmen wurde aber erst am 23. Dezember 1924 in das Handelsregister von Berlin eingetragen. Persönlich haftender Gesellschafter und alleiniger Geschäftsinhaber war Graf Wilhelm v. Schlieffen.

## Mehrfache Namensänderung
Die Verlagsbezeichnung wurde noch mehrfach geändert: 1926 hieß er „Verlag Graf Wilhelm v. Schlieffen (Deutsches Adelsblatt)“, von Dezember 1926 an „Verlag Graf Wilhelm v. Schlieffen“ und seit 1927 „Schlieffen-Verlag“. Ein festes Gründungsdatum lässt sich für den Schlieffen-Verlag nicht ausmachen. Die endgültige Etablierung der Verlagsbezeichnung mit Signet erfolgte erst im September 1927, da erst dann das endgültige Gesicht des Unternehmens feststehend blieb. 1933 erfolgte die Umbenennung in „Verlag Deutsches Adelsblatt Graf Wilhelm v. Schlieffen“. 
Der Verlag besaß eine ganze Reihe von angegliederten Unterabteilungen, beriet Genealogen bei der Abfassung von Familiengeschichten, hatte vor 1930 eine eigene Versicherungsabteilung eingerichtet und gab auch das Johanniter-Ordensblatt heraus. Das Programm des Verlags entsprach dem Empfinden und der Haltung eines Großteils des deutschen Adels nach der Entrechtung von 1918. Es war gegen Freimaurer, die Demokratie als Staatsform, den Weimarer Staat, gegen überstaatliche Mächte und Juden und betonte mit Stolz „das Deutsche“. In den ersten 20 Jahren war der Verlag ein Zuschussgeschäft. Sein Einkommen verdiente der Inhaber unter anderem mit dem Anzeigengeschäft aus den Adelsblatt.
Anfang 1944 wurde der Verlag behördlicherseits stillgelegt, weil er kriegswichtige Ressourcen verbrauchte, aber keine kriegswichtigen Aufgaben wahrnahm. Graf Schlieffen selbst wurde nach Kriegsende auf Rügen verhaftet und verschleppt und starb am 22. Juli 1945 in Graudenz in einem Lazarett. 
Die Verantwortung lag nun bei dem seit 1932 im Schlieffen-Verlag tätigen Erich Wusterhausen, der die Verlage Schlieffen und Adelsblatt beim Wirtschaftsamt Berlin-Tempelhof auf den Sitz seiner Privatwohnung umschreiben ließ und sich im April 1946 vergeblich um eine Lizenz zur Wiederbelebung bemühte. Durch die Währungsreform von 1948 wurde der Verlag auch finanziell handlungsunfähig. Zwar unternahmen auch Schlieffens Ehefrau und Sohn noch einmal Wiederbelebungsversuche, doch gelang dies nicht. Deshalb beantragten sie im Dezember 1953 die Löschung der Firma, die jedoch erst am 15. Februar 1956 erfolgte.